# Witiza
Witiza (Witiza anche in spagnolo, Vitiza in galiziano, catalano e in portoghese) (683 circa – Toledo, 710) è stato re dei Visigoti dal 702 fino alla sua morte.

## Biografia
Witiza, come ci confermano le Cronache di Alfonso III, era figlio del re dei visigoti Egica e di Cixilona (663-?), figlia del predecessore di Egica, il re Ervige; anche lo storico Salazar y Castro, nel suo Historia Genealógica de la Casa de Lara, Volume 1 conferma i genitori di Witiza. Secondo il Diccionario biográfico español, Real Academia de la Historia, Egica era nipote (figlio di un fratello o di una sorella di cui non si conosce il nome) del re dei visigoti Vamba; secondo le Cronache di Alfonso III, Egica era parente di Vamba (Egicani consubrino Bambani regi).
Dopo il XVII Concilio di Toledo suo padre Egica associò al regno Witiza, come riportano le Cronache di Alfonso III. Nel 698 il califfo omayyade, ʿAbd al-Malik ibn Marwān nominò governatore del Nordafrica il generale yemenita, Musa ibn Nusayr, che portò a termine la conquista dei territori berberi e migliorò la flotta per la futura conquista delle isole Baleari ai Bizantini come riportato nelle Continuationes Isidorianae. Il 15 novembre del 700 suo padre, Egica, nominò successore Witiza, a cui conferì il governo dell'ex regno dei Suebi, la Galizia, risiedendo a Tui.; sembra però che Witiza assunse il controllo di tutto il regno, e i due anni seguenti furono detti del governo congiunto, confermato dalle monete coniate come Regni concordia, come riporta lo storico Rafael Altamira y Crevea.

Egica morì nel 702, dopo avere regnato dieci anni da solo e cinque anni con il figlio Witiza, che gli succedette. Il Chronica Regum Visigotthorum cita Egica, confermando che fu unto re nel mese di dicembre, come il Laterculus regum Visigothorum, che poi precisa che Egica e il figlio Witiza regnarono 27 anni; mentre il Chronicon Albeldense conferma che Egica regnò quindici anni, sposò la figlia del suo predecessore, associò al trono il proprio figlia Witiza e morì a Toledo. Succeduto al padre Egica, nel 702, si dimostrò un sovrano più clemente di quest'ultimo. Cosciente delle tensioni create dalle persecuzioni dei suoi predecessori, richiamò coloro i quali erano stati esiliati da suo padre, restituendo loro le proprietà e gli schiavi precedentemente confiscati, come riporta anche Henri Leclercq, nel suo L'Espagne chrétienne. Anche la situazione degli Ebrei migliorò.

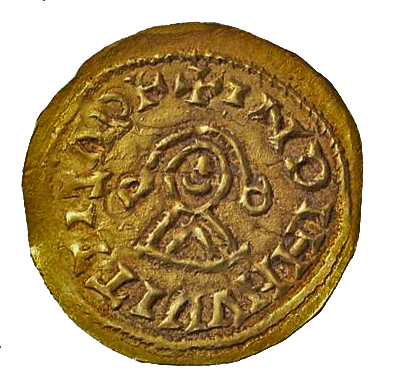
Moneta d'oro che rappresenta re Witiza, ritrovata a Braga, ducato visigoto di Galizia.

L'inizio del suo regno coincise con la celebrazione del XVIII Concilio di Toledo, di cui non si sono conservati gli atti, ma durante il quale, con tutta probabilità, venne riconosciuta l'autorità di Witiza;se ne conserva tuttavia parziale notizia in cronache posteriori come quella del vescovo Lucas di Tui, che colloca il Concilio nella Chiesa di Pietro e Paolo di Toledo e nella quale Witiza viene descritto come in aperta opposizione al clero cattolico locale per aver permesso a coloro che vennero esiliati dai suoi predecessori Ervige e Egica di fare ritorno nel Regno (tra cui molti ebrei) e per avere reso praticabile la poligamia (della quale si fa menzione anche in una cronaca del IX secolo nota come Chronicon Moissiacense (cod.Paris.lat.4886), che reca la descrizione dell'harem che Witiza creò all'interno del Palazzo Reale). Tale concilio fu presieduto dal metropolitano Felix, a cui succedette Gunderico o Gulderico. Quest'ultimo dovette forse restare in carica per pochi anni, poiché - verso la fine del regno di Witiza - la carica di metropolitano era rivestita da Sinderedo, che guidò il clero con mano ferrea, applicando rigidamente i dettami regi. Anche le Cronache di Alfonso III riferiscono che Witiza si era circondato di mogli e concubine (huxores et concubinas plurimas accepit).
Poco si conosce del regno di Witiza: stando a un cronista anonimo, continuatore della Cronaca di Isidoro di Siviglia, si trattò di un periodo di prosperità per la Spagna. Negli ultimi anni di governo Witiza associò al trono il figlio Agila II, assegnandogli le province Settimania e Tarraconense, sotto la guida del nobile Rechsindo, probabilmente suo familiare; la mossa tuttavia non incontrò il favore della nobiltà gota. Witiza litigò con il vescovo Sinderedo e dovette punire alcuni nobili: fece accecare Teodefredo, duca di Cordova e mandò in esilio Pelagio (colui che poi guidò l'insurrezione anti-araba, nelle Asturie), figlio del duca di Cantabria, Favila che era stato bandito da Egica e poi, sempre durante il regno di Egica, ucciso dallo stesso Witiza, come narrato nelle Cronache di Alfonso III. Verso il 708 vi fu un tentativo di invasione, da parte degli arabi e berberi di Ifriqiya, che prontamente Witiza respinse, e nello stesso periodo sembra (secondo il cronista Isidoro di Pax Julia) che rintuzzasse anche il tentativo dei Bizantini di ritornare sulla penisola iberica dalle Baleari. Nel 709 i Visigoti sconfissero una flottiglia musulmana.
Secondo Roderigo, cronista e arcivescovo del XII secolo, Witiza fu detronizzato ed accecato; gli storici sostengono che sia una leggenda e sostengono che morì di morte naturale tra il 709 e il 710; le Cronache di Alfonso III riportano che Witiza morì a Toledo di morte naturale, dopo dieci anni di regno. Il Chronica Regum Visigotthorum cita Witiza, confermando che fu unto re nel mese di dicembre, il Laterculus regum Visigothorum precisa che Witiza ed il padre, Egica regnarono 27 anni; mentre il Chronicon Albeldense conferma che Witiza regnò dieci anni e morì a Toledo.
Dopo la morte di Witiza, nel 710, gli succedette il figlio Agila II, assieme ai fratelli e allo zio, Oppas, come riporta Ajbar Machmuâ: crónica anónima; ma alcuni funzionari e anche parte dei nobili Goti (forse gli stessi che erano stati perseguitati da Égica) non vollero riconoscere il nuovo re, ma non ebbero la forza di detronizzarlo. Allora elessero al trono Roderico (conosciuto anche come Rodrigo), il quale però dovette affrontare l'opposizione di parte della nobiltà e di buona parte del clero, che invece appoggiava Agila II. Secondo la Histoire de la conquête de l'Espagne par les Musulmans, alla morte di Witiza, la moglie assunse il potere in Toledo in nome dei figli minorenni, mentre Roderico, generale dei Visigoti, non riconobbe la successione e pose la sua residenza a Cordova.

## Matrimonio e discendenza
Della moglie di Witiza non si conoscono né il nome né gli ascendenti. Witiza dalla moglie ebbe tre figli:
- Agila, re dei Visigoti[11];
- Olmundo (circa 700 - ?), che dopo la conquista musulmana si stabilì a Siviglia, con possedimenti sulla parte orientale dell'Andalusia, e fu ascendente di una nobile casata[20];
- Ardabasto (circa 702 - circa 760), che dopo la conquista musulmana si stabilì a Cordova, con possedimenti sulla parte occidentale dell'Andalusia , e fu ascendente di una nobile casata[20].

### Fonti primarie
- (LA)  Chronica Regum Visigotthorum, España Sagrada Tomo II.
- (LA)  Anastasii abbatis opera omnia.
- (LA)  Monumenta Germaniae Historica, Auctorum antiquissimorum, tomus XI, Continuationes Isidorianae.
- (LA)  Monumenta Germaniae Historica, Auctorum antiquissimorum, tomus XIII, Laterculus regum Visigothorum.
- (LA)  Monumenta Germaniae Historica, Leges nationum Germanicarum (LL nat. Germ.).
- (LA)  #ES Cronica Alfonso III.

### Letteratura storiografica
- Rafael Altamira, La Spagna sotto i Visigoti, in Storia del mondo medievale, vol. I, Garzanti, 1999,  pp. 743-779.
- (FR)  #ES L'Espagne chrétienne
- (FR)  Histoire de la conquête de l'Espagne par les Musulmans
- (ES)  #ES Historia Genealógica de la Casa de Lara
- (ES)  Ajbar Machmuâ: crónica anónima